# Arsinoja I.
Arsinoja I. (grško starogrško Αρσινόη Α’, Arsinόe I.) je bila kot soproga Ptolemaja II. Filadelfa kraljica Starega Egipta, * 305 pr. n. št., † po okoli 248 pr. n. št.

## Življenje

### Poreklo
Arsinoja je bila druga hčerka in najmlajši otrok kralja Lizimaha in Nikeje Makedonske. Imela je brata Agatokla in sestro Evridiko.
Njen stari oče po očetovi strani je bil Agatokel Pelski, plemič in sodobnik kralja Filipa II. Makedonskega. Po materini strani je bila vnukinja vplivnega regenta Antipatra. Ime je dobila po svoji stari materi, ki bi lahko bila Lizimahova ali Nikejina mati. O njenem življenju pred poroko je malo znanega.  

### Kraljica
V času od 289/288 pr. n. št.  in 281 pr. n. št. je postala prva žena faraona Ptolemaja II. Filadelfa, ki je bil po materini strani njen daljni sorodnik. Poroka je bila politična in del zavezništva njenega očeta  Lizimaha  in Ptolemaja II.  proti Selevku I. Nikatorju.
S poroko je postala kraljica ptolemajskega Egipčanskega kraljestva. S Ptolemajem II. je imela sinova Ptolemaja III. Evergeta, Lizinmaha in hčerko Bereniko.
Neznano kdaj med letoma 279 in 274/273 je prišla v Egipt Ptolemajeva sestra in zadnja Lizimahova žena Arsinoja II., ki je pobegnila pred svojim polbratom/možem Ptolemajem Keraunom. Verjetno na njeno pobudo so se kmalu po njenem prihodu začele širiti obtožbe proti Arsinoji I., da je nameravala umoriti  svojega moža. Ptolemaj II. je Arsinojo I. na podlagi govoric obtožil, da načrtuje zaroto in se ločil.  Po ločitvi jo je izgnal v Koptos v južnem Egiptu. Ti dogodki so bili verjetno povezani tudi s prekletstvom Ptolemajeve nečakinje Teoksene, katero so poslali v Tebaido, morda v Koptos. Ptolemaj II. se je zatem poročil s sestro Arsinojo II. Po smrti Arsinoje II. so otroke Arsinoje I. uradno šteli  za otroke Arsinoje II. 

### Kasnejša leta
Arsinoja I. je bila v izgnanstvu dvajset let. Živela je v velikem razkošju in imela kot bivša faraonova žena veliko moč. Ptolemaja II. je po smrti nasledil njen starejši sin Ptolemaj III. Everget.
V Koptosu so odkrili stelo njenega spremljevalca Senu-šerja, ki omenja Arsinojino izgnanstvo. Na steli  je omenjena kot kraljeva soproga, vendar njeno ime ni napisano v kraljevski  kartuši, kar je bilo običajno za egipčanske kraljice.
Drug ohranjen predmet, povezan z Arsinojo I., je feničanski napis iz 11. ali 12. leta vladavine Ptolemaja II., ki so ga odkrili v Lapithosu na Cipru. Napis se nanaša na žtrvovanje, ki ga je uvedel Jatonba'al v korist »svojega zakonitega potomca in njegove žene«, se pravi Ptolemaja II. in Arsinoje I. Glede na to, da je bila Arsinoja I. zaradi domnevne izdaje takrat v nemilosti, žrtvovanje v njenem imenu kaže, da novica o njeni sramoti Cipra še ni dosegla.